# Philippe Ramette
Philippe Ramette (n. Auxerre, Yonne en 1961) es un artista plástico francés que vive y trabaja en París.

## Exposiciones individuales
- 2011 :
  - Instituto francés de Hong Kong (mayo-junio)
  - Centre régional d'art contemporain Languedoc-Roussillon,[1] Sète, Francia (verano)
- 2009 :
  - « Photoespana », Instituto francés de Madrid, España
  - Instituto franco-japonés de Tokio, Japón
- 2008 :
  - « Gardons nos illusions », Musée d'art moderne et contemporain, Ginebra, Suiza
  - « L'Art en direct », Boulogne-Billancourt, Francia
- 2007 :
  - Rétrospective[2] en el château de Chamarande, Francia